# پریما گیمز
پریما گیمز یک شرکت نشر کتاب‌های راهنما و استراتژی بازی ویدئویی در ایالات متحده است. که نام تجاری قبلی آن دورلینگ کیندرزلی بود و اکنون زیرمجموعه پنگوئن رندوم هاوس است، این شرکت کتاب‌های راهنمای چاپی را تولید می‌کرد، که شامل راهنمای قدم به قدم مراحل بازی برای تکمیل بازی ، و معرفی شخصیت‌ها و نمودارهای مختلف بود. این شرکت توسط استری هلدینگ در مارس ۲۰۱۹ خریداری شد و قرار شد که به همراه سایر اخبار بازی، کتاب های استراتژی را فقط به صورت آنلاین عرضه کند.